# Myonebrides crassepunctata
Myonebrides crassepunctata är en skalbaggsart som beskrevs av Stefan von Breuning 1957. Myonebrides crassepunctata ingår i släktet Myonebrides och familjen långhorningar. Inga underarter finns listade i Catalogue of Life.